# Старое Брыкино
Ста́рое Бры́кино  (Старобрыкино)  — деревня  в  Смоленской области России,  в Глинковском районе. Население – 13 жителей (2007 год)  .  Расположена в центральной части области  в 7 км к северо-востоку от села Глинка,  в 14 км западнее  автодороги Р137 Сафоново — Рославль.  В 7 км южнее деревни железнодорожная станция 524-й км на линии Смоленск  - Сухиничи. Входит в состав Глинковского сельского поселения.  

## История
В годы Великой Отечественной войны деревня была оккупирована гитлеровскими войсками в июле 1941 года, освобождена в ходе Ельнинско-Дорогобужской операции в 1943 году. 